# Pélican à bec tacheté
Pelecanus philippensis
Espèce
Statut de conservation UICN

 NT  : Quasi menacé
Le Pélican à bec tacheté (Pelecanus philippensis) est une espèce d'oiseaux appartenant à la famille des Pelecanidae.

## Description
Adulte, le pélican à bec tacheté a une longueur de la tête à la queue de 1,3 à 1,5 m.
En nageant sur la surface de l'eau, il attrape des poissons et les mange.

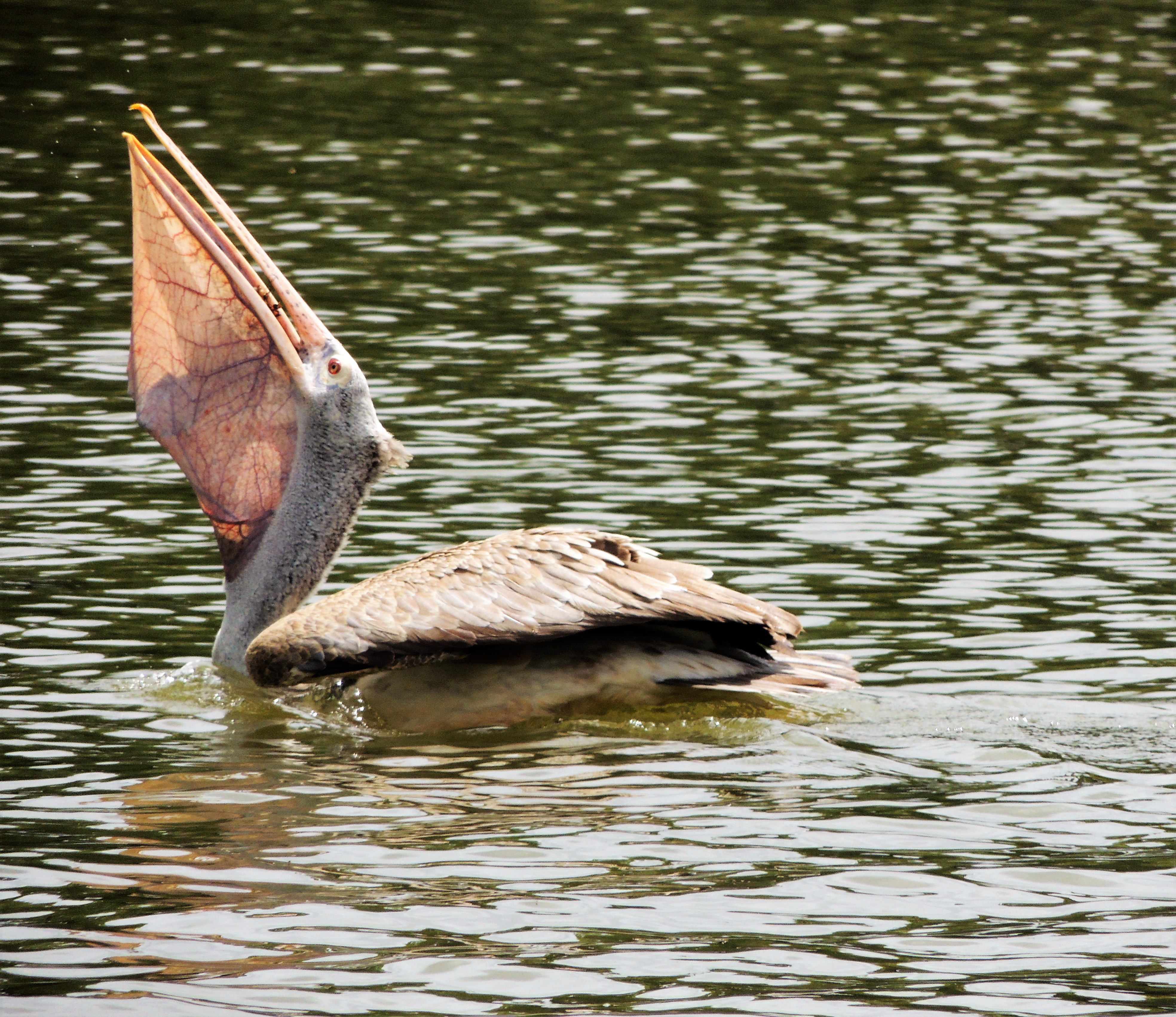

## Répartition
Des populations se trouvent dans l'est, le sud-ouest et l'extrême sud de l'Inde, au sud du Népal, au sud du Cambodge, en Indonésie et au Viet Nam.
À la fin du XIXe siècle, l'espèce nichait en masse en Basse-Birmanie. Une seule colonie, décrite en novembre 1877 dans la plaine de la Sittang, couvrait 300 km² et contenait des millions d'oiseaux. Des colonies immenses se reproduisaient encore dans la région en 1910, mais elles avaient complètement disparu en 1939. Quelques individus furent régulièrement signalés dans le delta de l'Irrawaddy dans les années 1940, mais aucun site de nidification ne fut identifié. Aucun n'a été signalé récemment et l'espèce est peut-être éteinte en Birmanie.